# 尼古拉·卢津
尼古拉·尼古拉耶维奇·卢津（俄语：Николай Николаевич Лузин，1883年12月9日—1950年1月28日），也译作鲁津、鲁金等，苏联数学家。
卢津曾卷入一场政治斗争风波，被称作卢津案事件。

## 外部
- 尼古拉·卢津在數學譜系計畫的資料。
- 約翰·J·奧康納; 埃德蒙·F·羅伯遜, ,  （英语）
- 約翰·J·奧康納; 埃德蒙·F·羅伯遜, ,  （英语）